# Serviço Federal de Supervisão de Transporte
O Serviço Federal de Supervisão de Transporte (em russo: Федеральная служба по надзору в сфере транспорта  , Rostransnadzor, Ространснадзор) é uma agência do governo da Rússia. A agência tem sede em Moscou. Ela foi criada em 2004 como resultado de reformas governamentais que transferiram as funções de supervisão de várias agências para uma nova.
A partir de 2013, Alexander Kasyanov foi o chefe da agência. O Rostrasnadzor supervisiona e fiscaliza vários aspectos da rede de transportes da Rússia.
A Rostransnadzor tem várias agências, de acordo com o tipo de transporte:
- Goszheldornadzor (transporte ferroviário)
- Gosavtodornadzor (transporte automóvel)
- Gosmorrechnadzor (transporte marítimo e fluvial)
- Gosavianadzor (transporte aéreo)
- Segurança no transporte

## Links externos
- Serviço Federal de Supervisão de Transporte (em russo)